# Templ v Paříži
Templ v Paříži (francouzsky Le Temple) byl název sídla templářského řádu, který se usídlil za hradbami tehdejší Paříže po pádu Akkonu v roce 1291. Templáři vysušili zdejší bažiny a na pozemcích darovaných Ludvíkem VII. vystavěli opevněný komplex budov. Později zde vzniklo vězení. Ze staveb se dnes již nic nedochovalo.

## Historie
Templáři měli v Paříži svůj chrám již asi od roku 1130. Na počátku 13. století vybudovali severně od města novou komendu, která nahradila původní. Po pádu Akkonu v roce 1291 se pařížský Templ stal rezidencí velmistra. Hlavní stavbou opevněného území byl donjon, dále zde byl kostel, klášterní budovy a další stavby obehnané hradbami s baštami. Obranný systém byl vedle donjonu doplněn ještě čtverhrannou věží. Od roku 1146 byl v donjonu nazývaném Tour du Temple (Templářská věž) uložen královský poklad, jehož střežením byli templáři pověřeni. Tato praxe se udržela až do vlády Filipa IV. Sličného, který proti templářskému řádu vystoupil. Po procesu s templáři v roce 1307 a po vydání papežské buly Vox in excelso roku 1314 a upálení velmistra Jacquese de Molay přešel majetek templářů do rukou maltézského řádu a z území se stala samostatná náboženská enkláva až do Francouzské revoluce. Kolem ní se rozvíjela čtvrť Le Marais, především v 17. a 18. století.
V roce 1792 byl Templ přeměněn na vězení, kde byla internována královská rodina a Ludvík XVII. zde zemřel.
Napoleon Bonaparte nařídil demolici hlavní věže v roce 1808 a ta trvala dva roky. Další budovy zanikly při přestavbě Paříže v 19. století. Dnes se z tehdejších budov nedochovalo nic. Pouze několik pomístních názvů upomíná na přítomnost templářů v Paříži: ulice Rue du Temple, Rue Vieille-du-Temple, Boulevard du Temple, dále Square du Temple, kde stojí radnice 3. obvodu, a rovněž stanice metra Temple a tržnice Carreau du Temple.